# Trichoxys bilineatus
Trichoxys bilineatus är en skalbaggsart som först beskrevs av Louis Alexandre Auguste Chevrolat 1860.  Trichoxys bilineatus ingår i släktet Trichoxys och familjen långhorningar. Inga underarter finns listade i Catalogue of Life.